# Маріан Андрей Пацак
Маріан Андрей Пацак ЧНІ (словац. Marián Andrej Pacák; нар. 24 квітня 1973, Левоча) — словацький церковний діяч, греко-католицький єпископ, редемпторист; у 2018—2020 роках єпископ Торонтської єпархії святих Кирила і Методія Словацької греко-католицької церкви.

## Життєпис
Маріан Андрей Пацак народився в сім'ї греко-католиків у місті Левоча в Пряшівському краї на сході Словаччини (тоді Чехословаччина). Після закінчення гімназії вступив до Згромадження Найсвятішого Ізбавителя (Редемптористи) 16 серпня 1991.
16 серпня 1997 року склав вічні обіти у Згромадженні. Філософсько-богословський вишкіл отримав у Вищій богословській семінарії редемптористів у Тухові (Польща) і Папській богословській академії в Кракові (Польща), після чого 12 липня 1998 року висвячений на священика.
Працював на парафіях у Старій Любовні (1998—2001, 2008—2015) і Михайлівцях (2004—2008). Упродовж 2001—2004 років навчався в Альфонсіанській академії в Римі, де здобув ліценціат з морального богослов'я. У 2016 році брав деякі курси з канонічного права в Люблінському католицькому університеті. З 2016 року служив капеланом монахинь редемптористок у Вранові-над-Теплою.

## Єпископ
5 липня 2018 року папа Франциск призначив о. Маріана Андрея Пацака ЧНІ єпархіальним єпископом словацької греко-католицької єпархії святих Кирила і Методія в Торонто.
Єпископська хіротонія відбулася 2 вересня 2018 року в базиліці Зіслання святого Духа в Михайлівцях. Головним святителем був архієпископ Пряшівський Ян Баб'як, а співсвятителями — єпископ Кошицький Мілан Хаутур і єпископ Братиславський Петер Руснак.
20 жовтня 2020 року Папа Франциск прийняв зречення єпископа Маріана Андрея Пацака з пастирського служіння в Торонтській єпархії.